# Тарахтій Андрій Володимирович
Андрій Володимирович Тарахтій (нар. 11 липня 1969, Сімферополь, Кримська область, УРСР) — радянський та український футболіст та тренер, виступав на позиції воротаря. З 2015 року співпрацює з російськими окупантами Криму та місцевими колаборантами.

## Кар'єра гравця

### Радянський період
Визованець сімферопольської ДЮСШ «Таврія», в якій займався до 1986 року. Після цього був переведений до першої команди сімферопольців, яка виступала в Другій лізі чемпіонату СРСР. У футболці «Таврії» провів 2 матчі в чемпіонаті СРСР. По ходу сезону перейшов до іншого кримського клубу, керчинського «Океану», який також виступав у Другій лізі СРСР. Але як і в складі сімферопольців основним воротарем не став і, зігравши 3 матчі в чемпіонаті, залишив розташування команди. Після цього захищав кольори футбольної команди СКЧФ (Севастополь), яка виступала на аматорському рівні. У 1990 році перейшов до севастопольської «Чайки», яка виступала в Другій нижчій лізі чемпіонату СРСР. Саме в складі севастопольців отримав стабільну ігрову практику того сезону, за підсумками якого зіграв 21 матч у чемпіонаті. У 1991 році повертається до «Таврії», яка на той час виступала в Першій лізі СРСР. Дебютував у футболці сімферопольців 18 травня 1991 року в програному (1:3) виїзному поєдинку 9-о туру Першої ліги проти тираспольського «Тилігула». Тарахтій вийшов на поле на 79-й хвилині, замінивши Бориса Белошапка. Проте стати основним воротарем «кримців» Андрію знову не вдалося. В останньому чемпіонаті СРСР він зіграв 3 матчі, в яких пропустив 5 м'ячів.

### «Нафтовик», СБТС та «Кривбас»
У 1992 році перейшов до охтирського «Нафтовика», який отримав право взяти участь у першому розіграші чемпіонату України серед команд Вищої ліги. Деютував за охтирський колектив 14 березня 1992 року в переможному (1:0) домашньому поєдинку 1/8 фіналу кубку України проти кременчуцького «Кременя». Андрій вийшов на поле в стартовому складі, а на 68-й хвилині його замінив Юрій Прохоров. У Вищій лізі дебютував 30 березня 1992 року в програному (0:2) виїзному поєдинку 6-о туру підгрупи 2 проти дніпропетровського «Дніпра». Тарахтій вийшов на поле в стартовому складі та відіграв увесь матч. У складі «Нафтовика» в чемпіонатах України зіграв 24 матчі, в яких пропустив 26 м'ячів, ще 5 матчів (6 пропущених м'ячів) провів у кубку України. На початку сезону 1993/94 років розпочав у футболці сумського СБТС. Дебютував за сум'ян 25 серпня 1993 року в програному (1:2) виїзному поєдинку 3-о туру Першої ліги проти очаківської «Артанії». Андрій вийшов на поле в стартовому складі та відіграв увесь матч. У футболці СБТС у Першій лізі зіграв 14 матчів, в яких пропустив 18 м'ячів. Під час зимової перерви сезону 1993/94 років повернувся до «Нафтовика». Дебютував після свого повернення за охтирську команду 6 серпня 1994 року в програному (0:2) виїзному поєдинку 31-о туру Першої ліги проти черкаського «Дніпра». Тарахтій вийшов на поле на 46-й хвилині, замінивши Юрій Прохорова. У футболці «Нафтовика» зіграв 14 матчів, в яких пропустив 20 м'ячів.
Завдяки впевненій та надійній грі в охтирській команді отримав запрошення від вищолігового «Кривбасу». Дебютував за криворізьку команду 10 березня 1995 року в нічийному (1:1) виїзному поєдинку 19-о туру Вищої ліги проти луганської «Зорі-МАЛС». Тарахтій вийшов на поле в стартовому складі та відіграв увесь матч. За «Кривбас» у Вищій лізі зіграв 17 матчів, в яких пропустив 22 м'ячі.

### Вояж до Росії та «Торпедо»
У 1996 році виїхав до Росії, де підписав контракт з клубом Першого дивізіону «Уралан». Дебютував за елістинський клуб 7 квітня 1996 року в переможному (3:1) домашньому поєдинку 1-о туру проти новосибірської «Сибірі». Андрій вийшов на поле на 70-й хвилині, замінивши Цебекова. У Першому дивізіоні чемпіонату Росії зіграв 37 матчів, в яких пропустив 37 м'ячів, ще 1 матч (1 пропущений м'яч) провів у Кубку Росії.
У 1997 році залишив «Уралан» та повернувся до України. Побував на перегляді в івано-франківському «Прикарпатті», який завершився невдало й контракт Тарахтій підписав із запорізьким «Торпедо». Дебютував у складі запорожців 31 липня 1998 року в переможному (2:1) домашньому поєдинку 1-о туру Першої ліги проти ФК «Львів». Андрій вийшов на поле в стартовому складі та відіграв увесь матч. У складі запорожців відіграв один сезон, за цей час у Першій лізі зіграв 11 матчів, в яких пропустив 6 м'ячів, ще 3 матчі (3 голи) провів у кубку України. У грудні 1998 року за ініціативи Леоніда Колтуна Андрій Тарахтій був виставлений на трансфер. 

### «Металург»/«Іллічівець»
Влітку 1999 року підсилив маріупольський «Металург». У футболці «металургів» дебютував 3 жовтня 1999 року в програному (2:3) домашньому поєдинку 11-о туру Вищої ліги проти київського «Динамо». Андрій вийшов на поле на 46-й хвилині, замінивши Ігора Шуховцева. Проте стати основним воротарем команди не зумів. На початку березня 2001 року побував на перегляді в харківському «Металісті», але команді не підійшов. Після невдалого перегляду повернувся до «Металурга», також залучався до матчів другої команди маріупольців. У футболці «Металурга»/«Іллічівця» в чемпіонаті України зіграв 10 матчів, в яких пропустив 16 м'ячів, ще 4 матчі (5 пропущених м'ячів) зіграв у кубку України. За «Іллічівець-2» в чемпіонатах України зіграв 22 матчі, в яких пропустив 23 м'ячі. У 2005 році залишив розташування маріупольського клубу.

### Завершення ігрової кар'єра
У 2005 році повернувся до Криму. Спочатку виступав на аматорському рівні за красноперекопський «Хімік». Того ж року перейшов у  «Динамо-ІгроСервіс». Дебютував у футболці сімферопольського клубу 30 липня 2005 року в програному (0:3) домашньому поєдинку 1-о туру Першої ліги проти хмельницького «Поділля». Тарахтій вийшов на поле в стартовому складі та відіграв увесь матч. Проте після цього не зіграв жодного офіційного поєдинку за кримських динамівців і незабаром повернувся до «Хіміка». Дебютував за красноперекопський колектив після свого повернення 21 вересня 2005 року в програному (1:2) домашньому поєдинку 1/16 фіналу кубку України проти криворізького «Кривбасу». Тарахтій вийшов на поле на 467-й хвилині, замінивши Вадима Жукова. У Другій лізі дебютував у футболці клубу 1 жовтня 2005 року в нічийному (0:0) домашньому поєдинку 8-о туру групи Б проти кіровоградської «Зірки». Андрій вийшов на поле в стартовому складі та відіграв увесь матч. У футболці красноперекопців у чемпіонаті України зіграв 8 матчів, в яких пропустив 8 м'ячів, ще 1 матч провів у кубку України. У 2006 році завершив кар'єру футболіста.

## Кар'єра тренера
По завершенні кар'єри футболіста розпочав тренерську діяльність. З січня 2008 року працював тренером воротарів під керівництвом Миколи Павлова у полтавській «Ворсклі». У травні 2012 року Микола Павлов очолив маріупольський «Іллічівець», а Тарахтій увійшо до тренерського штабу маріупольців, де займався підготовкою воротарів. 
У 2015 році виїхав до Криму, де став помічником Олексія Грачова у тренерському штабі так званого ФК «Бахчисарай». З серпня 2016 року працює помічником фейкового футбольного клубу «Севастополь».